# Ольга (княгиня киевская)
О́льга, в крещении — Еле́на (др.-сканд. Helga, церк.-слав. Ольга; около 893/920 — 969) — древнерусская княгиня, правившая Киевской Русью с 945 до 960 года в качестве регента при малолетнем сыне Святославе, после гибели её мужа, киевского князя Игоря Рюриковича. Первая из правителей Руси, которая приняла христианство, святая равноапостольная Православной церкви; её память празднуется 11 (24) июля и в Соборах Киевских, Псковских и Волынских святых.
Спустя примерно 140 лет после её смерти древнерусский летописец так выразил отношение к первой правительнице Руси, принявшей крещение:
Была она предвозвестницей христианской земле, как денница перед солнцем, как заря перед рассветом. Она ведь сияла, как луна в ночи; так и она светилась среди язычников, как жемчуг в грязи.

## Этимология имени
Имя заимствовано из др.-сканд. Helga (от heilagr — «святой», «священный»).

## Биография

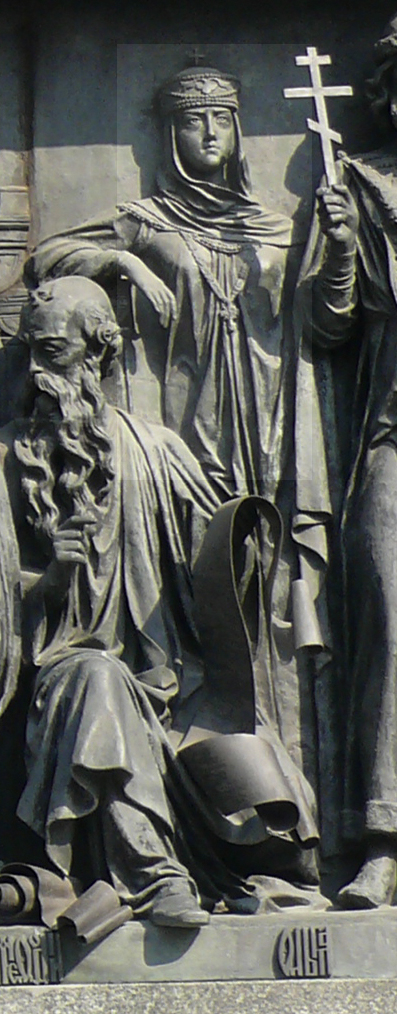
Княгиня Ольга на Памятнике «1000-летие России» в Великом Новгороде

### Происхождение
Русские летописи не сообщают год рождения Ольги, однако поздняя Степенная книга (XVI век) утверждает, что скончалась она в возрасте около 80 лет, что относит дату её рождения к концу IX века. Приблизительную дату её рождения сообщает поздний «Архангелогородский летописец», который сообщает, что Ольге на момент брака было 10 лет. На основании этого много учёных (Н. М. Карамзин, Л. Морозова, Л. Войтович) высчитали дату её рождения — 893 год. Проложное житие княгини утверждает о её возрасте на момент смерти — 75 лет. Таким образом, Ольга родилась в 894 году. Правда, эту дату ставит под сомнение дата рождения старшего сына Ольги, Святослава (около 938—943), так как Ольге на момент рождения сына должно было бы быть 45—50 лет, что кажется маловероятным.
Смотря на тот факт, что Святослав Игоревич был старшим сыном Ольги, Борис Рыбаков, принимая за дату рождения князя 942 год, посчитал крайней поздней точкой рождения Ольги 927—928 год. Подобного мнения (925—928 год) придерживался и Андрей Богданов в книге «Княгиня Ольга. Святая воительница». Алексей Карпов в книге «Княгиня Ольга» утверждает, что княгиня родилась около 920 года, доказывая это тем, что в летописях за 946—955 года она представляется молодой и энергичной, а старшего сына родила около 940 года.
Согласно «Повести временных лет», Ольга была родом из Пскова или Плескова (др.-рус. Плесковъ, Пльсковъ).
Впервые версия о том, что Ольга была простолюдинкой из деревни Выбуты в Псковской земле, расположенной в 12 км от Пскова выше по реке Великой, появляется в Пространной редакции Жития святой великой княгини Ольги, написанной духовником Ивана Грозного протопопом Сильвестром в середине XVI века. Имена родителей Ольги не сохранились, но, согласно поздней Псковской редакции Жития, они были незнатного рода, «язы́ка варяжского» («ѿ ѩꙁыка варѧжска»). Варяжское происхождение княгини предполагается на основе её имени, имеющим соответствие в древнескандинавском как Helga. Византийский император Константин Багрянородный, лично принимавший княгиню Ольгу, именует её Элга.
Типографская летопись (конец XV века) и более поздний Пискарёвский летописец передают слух, будто Ольга была дочерью Вещего Олега, который стал править Русью как опекун малолетнего Игоря, сына Рюрика: «Нѣцыи жє глаголютъ, ѩко ѻльгова дщєри бѣ ѻльга». Олег же поженил Игоря и Ольгу.
Так называемая Иоакимовская летопись, достоверность которой ставится историками под сомнение, сообщает о знатном славянском происхождении Ольги. Если верить этому источнику, то получается, что князь Олег переименовал Прекрасу в своё имя (Ольга — женский вариант имени Олег).
Версию о болгарском происхождении Ольги, широко распространённую в болгарской историографии, выдвинул в 1888 году архимандрит Леонид и поддержал Д. И. Иловайский. Основанием для этой гипотезы послужило сообщение «Нового Владимирского Летописца», рукописного сборника второй половины XV века, обнаруженного архимандритом Леонидом, настоятелем Троице-Сергиевой лавры, в 1887 году и представляющего собой поздний список «Повести временных лет». В нём говорится, что князь Олег женил Игоря в Болгарии на княжне Ольге: «Игорѧ жє ожєни [Ѻльгъ] въ Българѣхъ, поѧтъ жє за нєго кнѧжну Ѻлгу». При такой трактовке в летописном топониме Плесков опознаётся не Псков, а Плиска — болгарская столица того времени. Названия обоих городов действительно совпадают в древнеславянской транскрипции некоторых текстов, и это могло стать причиной ошибки автора «Нового Владимирского Летописца», поскольку в его время написание Плесков для обозначения Пскова давно вышло из употребления.
На поздних местных преданиях о некой «княгине Елене» основываются утверждения львовского историка Игоря Мицько о происхождении Ольги из прикарпатского Плеснеска.

### Брак и начало правления

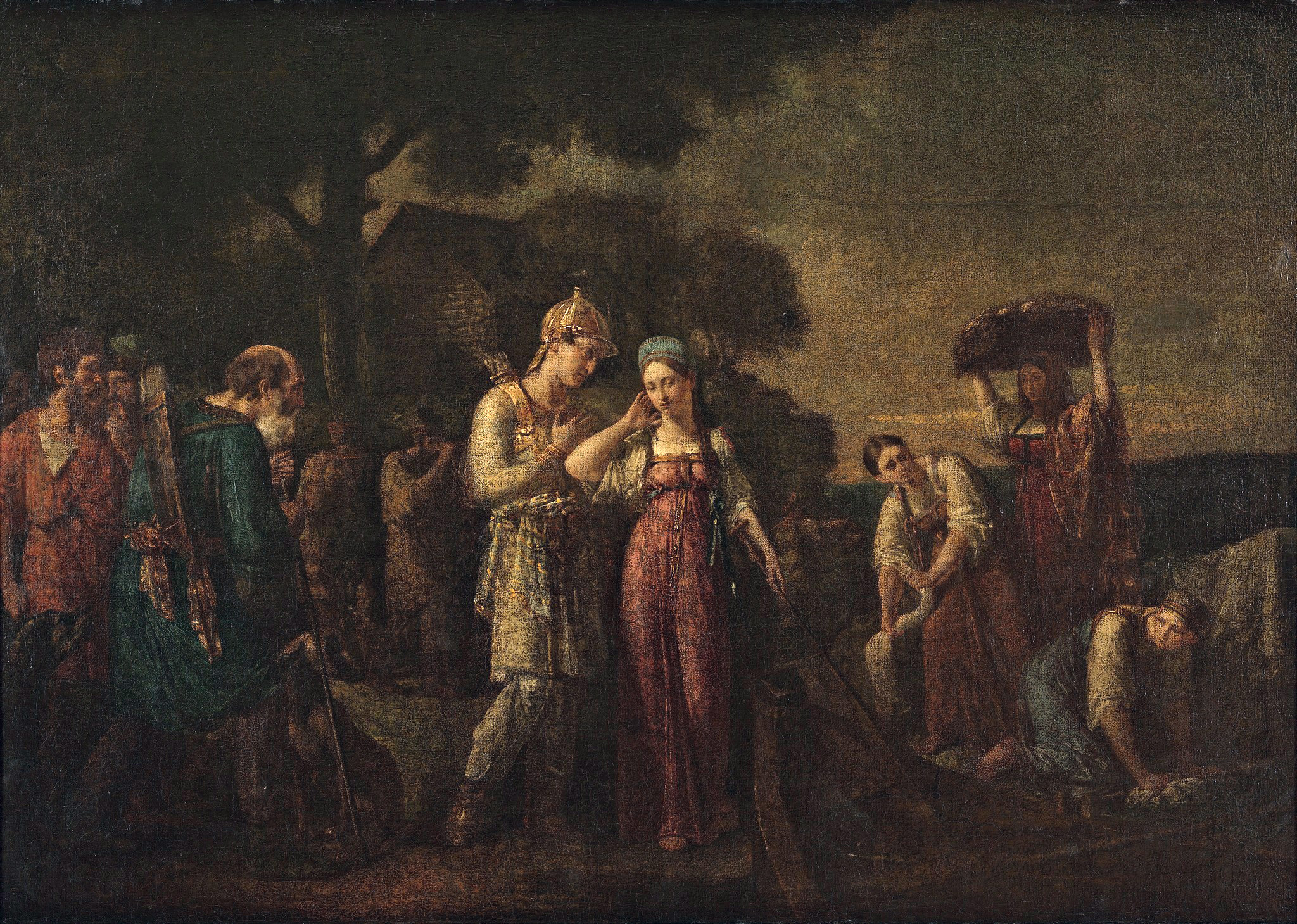
Первая встреча князя Игоря с Ольгой. Художник В. К. Сазонов

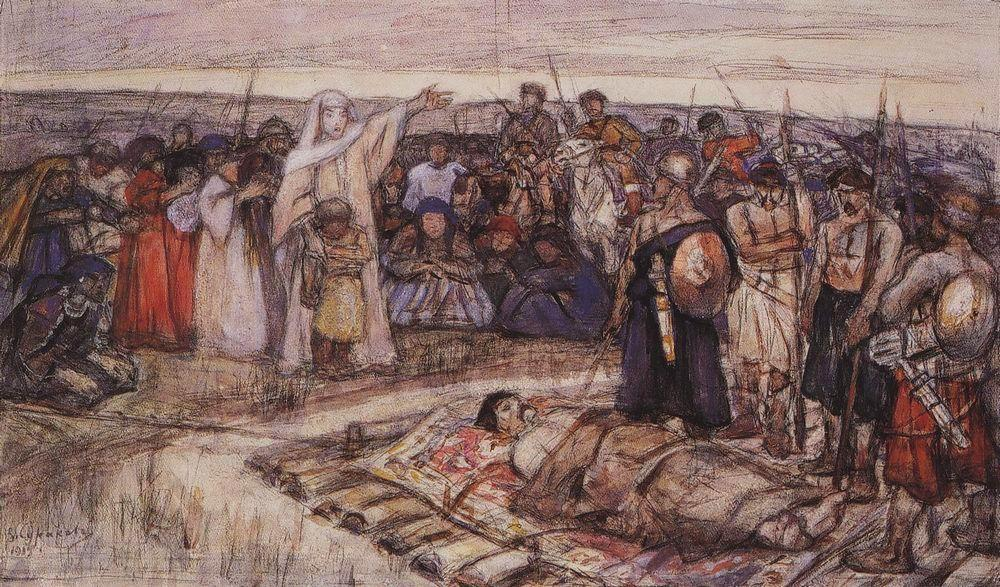
«Княгиня Ольга встречает тело князя Игоря». Эскиз В. И. Сурикова, 1915

По «Повести временных лет» Вещий Олег женил новгородского князя Игоря Рюриковича, начавшего самостоятельно править в Киеве с 912 года, на Ольге в 903 году, то есть когда ей уже исполнилось 12 лет. Дата эта подвергается сомнению, так как, согласно Ипатьевскому списку той же «Повести», их сын Святослав родился только в 942 году.
Возможно, чтобы разрешить это противоречие, поздние Устюжская летопись и Новгородская летопись по списку П. П. Дубровского сообщают о десятилетнем возрасте Ольги на момент свадьбы. Данное сообщение противоречит легенде, изложенной в Степенной книге (вторая половина XVI века), о случайной встрече с Игорем на переправе под Псковом. Князь охотился в тех местах. Переправляясь через реку на лодке, он заметил, что перевозчицей была юная девушка. Игорь тотчас же «разгорѣ́сѧ жела́нїемъ» и стал приставать к ней, однако получил в ответ достойную отповедь:

Зачем смущаешь меня, княже, нескромными словами? Пусть я молода и незнатна, и одна здесь, но знай: лучше для меня броситься в реку, чем стерпеть поругание.

О случайном знакомстве Игорь вспомнил, когда пришло время искать себе невесту, и послал Олега за полюбившейся девушкой, не желая никакой другой жены.
Новгородская Первая летопись младшего извода, которая содержит в наиболее неизменном виде сведения из Начального свода XI века, оставляет сообщение о женитьбе Игоря на Ольге не датированным, то есть самые ранние древнерусские летописцы не имели сведений о дате свадьбы. Вполне вероятно, что 903 год в тексте ПВЛ возник в более позднее время, когда монах Нестор пытался привести начальную древнерусскую историю в хронологический порядок. После свадьбы имя Ольги упоминается в очередной раз только через 40 лет, в русско-византийском договоре 944 года.
Согласно летописи, в 945 году князь Игорь погиб от рук древлян после неоднократного взимания с них дани. Княжичу Святославу тогда было три года, поэтому фактическим правителем Руси в 945 году стала вдовствующая княгиня Ольга. Дружина Игоря подчинилась ей, признав Ольгу представителем законного наследника княжеской власти. Решительный образ действий княгини-матери в отношении древлян также мог склонить дружинников в её пользу.

### Месть древлянам

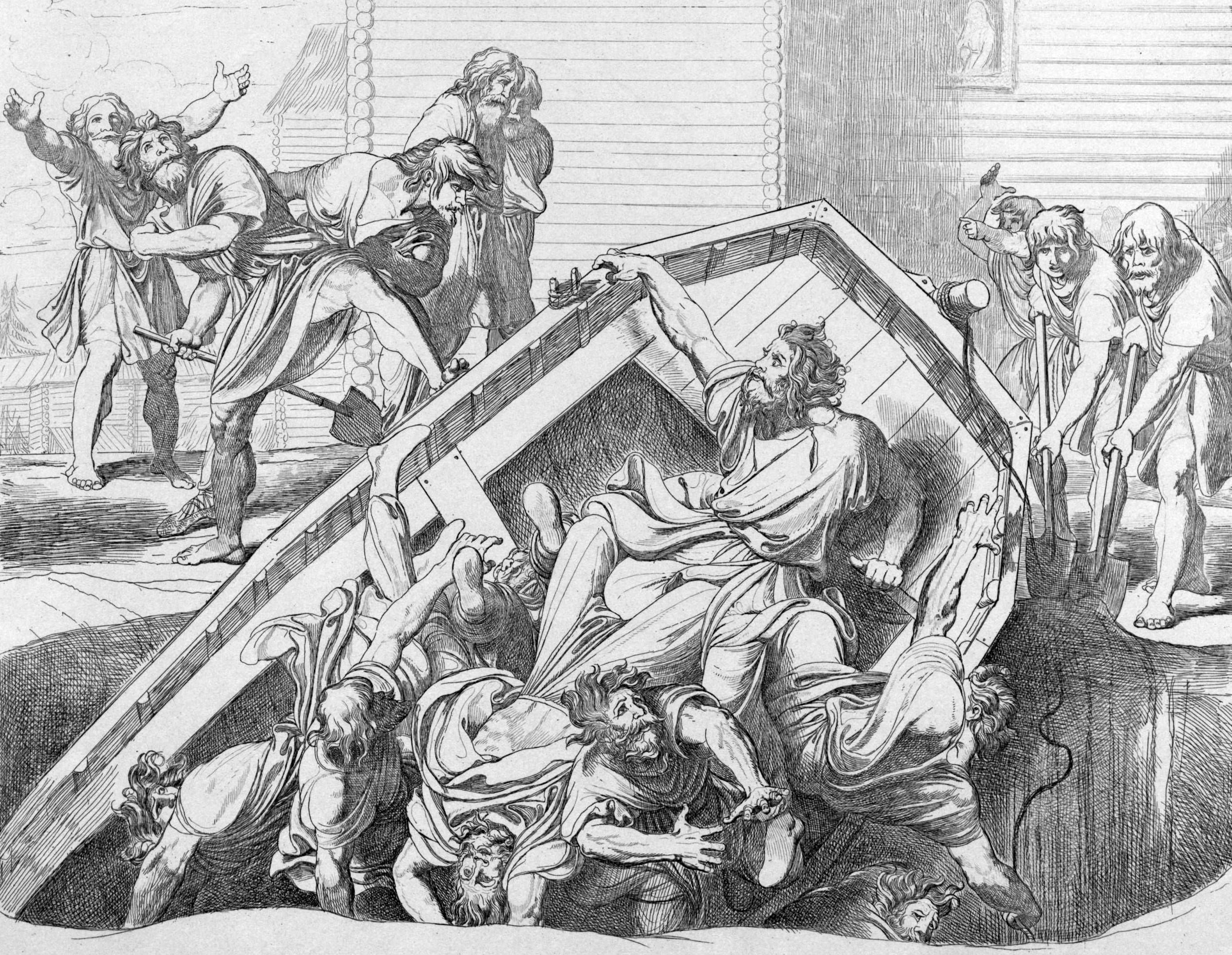
«Мщение Ольги против идолов древлянских». Гравюра Ф. А. Бруни, 1839

Древляне после убийства Игоря прислали к его вдове Ольге сватов звать её замуж за своего князя Мала. Княгиня последовательно расправилась со старейшинами древлян, а затем привела к покорности их народ. Древнерусский летописец подробно излагает месть Ольги за смерть мужа:

#### Первая месть
Сваты, 20 древлян, прибыли в ладье, которую киевляне отнесли и бросили в глубокую яму на дворе терема Ольги. Сватов-послов закопали живьём вместе с ладьёй.
И, склонившись к яме, спросила их Ольга: «Хороша ли вам честь?» Они же ответили: «Горше нам Игоревой смерти». И повелела засыпать их живыми; и засыпали их.

#### Вторая месть

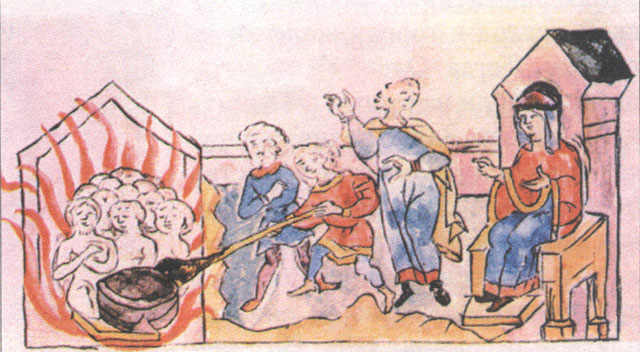
Вторая месть Ольги древлянам. Миниатюра из Радзивилловской летописи, XV век

Ольга попросила для уважения прислать к ней новых послов из лучших мужей, что и было с охотой исполнено древлянами. Посольство из знатных древлян сожгли в бане, пока те мылись, готовясь к встрече с княгиней.

#### Третья месть
Княгиня с небольшой дружиной приехала в земли древлян, чтобы по обычаю справить тризну на могиле мужа. Опоив во время тризны древлян, Ольга велела рубить их. Летопись сообщает о пяти тысячах перебитых древлян.

#### Четвёртая месть

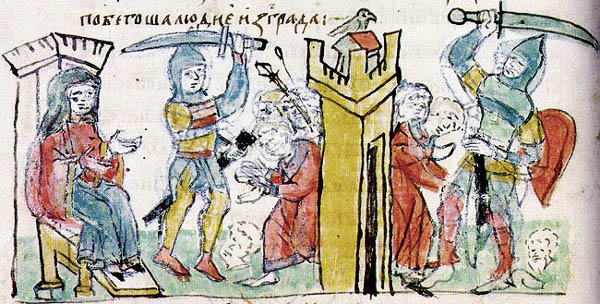
Четвёртая месть Ольги древлянам. Миниатюра из Радзивилловской летописи, XV век

В 946 году Ольга вышла с войском в поход на древлян. По Новгородской Первой летописи киевская дружина победила древлян в бою. Ольга прошлась по Древлянской земле, установила дани и налоги, после чего вернулась в Киев. В Повести временных лет летописец сделал врезку в текст Начального свода об осаде древлянской столицы Искоростеня (ныне украинский город Коростень). По ПВЛ после безуспешной осады в течение лета Ольга сожгла город с помощью птиц, к ногам которых велела привязать зажжённую паклю с серой. Часть защитников Искоростеня была перебита, остальные покорились. Схожая легенда о сожжении города с помощью птиц излагается также Саксоном Грамматиком (XII век) в его компиляции устных датских преданий о подвигах викингов, скальдом Снорри Стурлусоном (Сага о Харальде Суровом) и фольклорном сказании о Гутруме, который якобы таким способом взял Сайренсестер в Уэссексе. По предположению ряда исследователей, сюжет с птицами мог попасть в Скандинавию напрямую из древнерусского предания.
После расправы над древлянами Ольга стала править Русью до совершеннолетия Святослава, но и после этого она оставалась фактической правительницей, так как её сын большую часть времени проводил в военных походах и не уделял внимания управлению государством. Приведённую с собой древлянскую челядь Ольга поселила в своём селе Ольжичи под Киевом.

### Правление Ольги

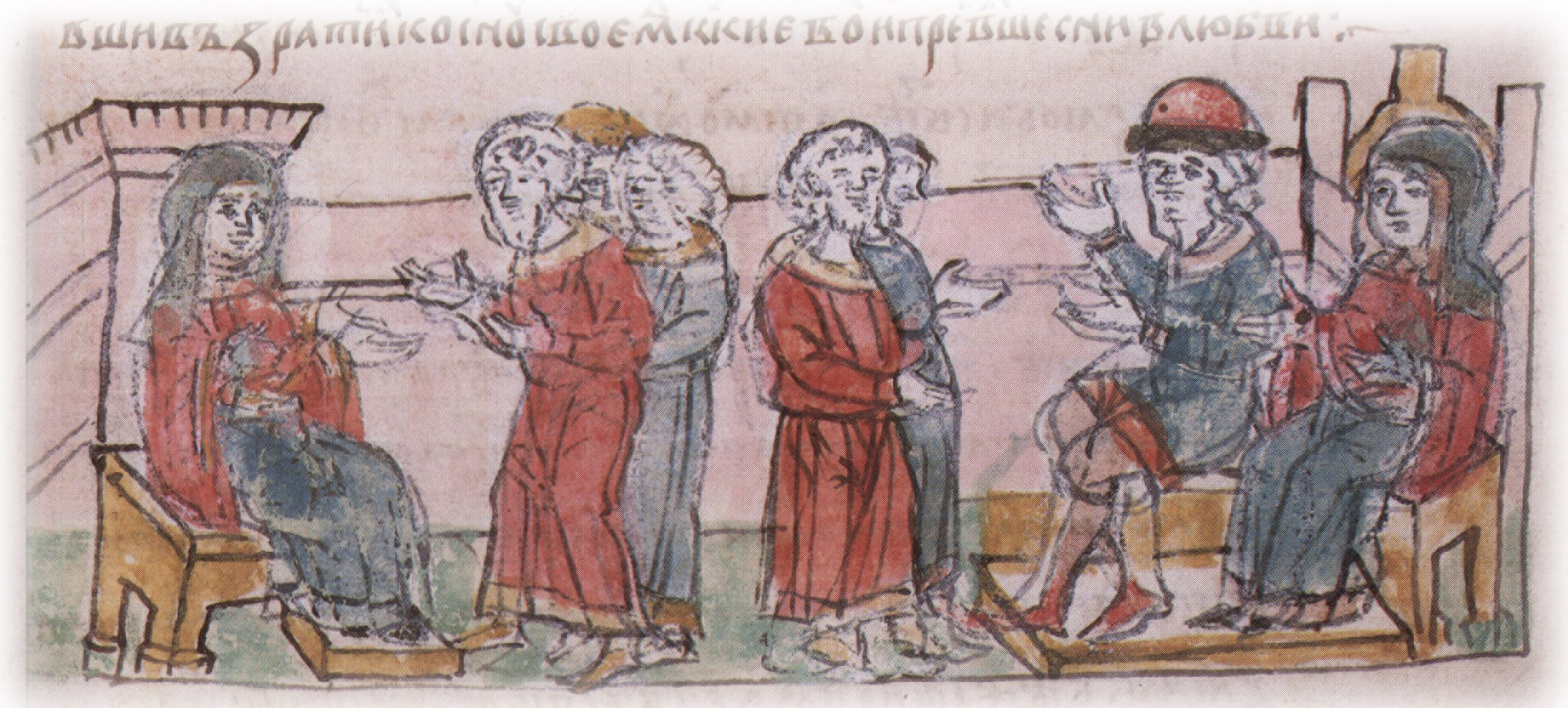
Устройство Ольгой погостов и обложение данью населения; княжение Ольги и Святослава в Киеве. Миниатюра из Радзивилловской летописи, конец XV века

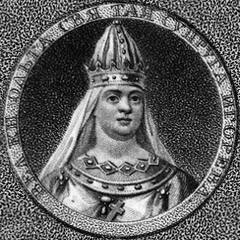
Великая княгиня Ольга. Дж. Чэпмен, 1800.

В 945 году Ольга установила размеры «полюдья» — податей в пользу Киева, сроки и периодичность их уплаты — «оброки» и «уставы». Подвластные Киеву земли оказались поделены на административные единицы, в каждой из которых был поставлен княжеский администратор — тиун. Ольга установила систему «погостов» — центров торговли и обмена, в которых более упорядоченно происходил сбор податей; затем по погостам стали строить храмы.
Летописи сообщают о поездке Ольги в 947 году в новгородские и псковские земли и назначении там уроки (дани), после чего вернулась к сыну Святославу в Киев. Однако, путешествие Ольги в Новгородскую землю ставили под сомнение архимандрит Леонид (Кавелин), А. Шахматов (в частности, указывал на путаницу Древлянской земли с Деревской пятиной), М. Грушевский, Д. Лихачёв. Попытки новгородских летописцев привлекать к Новгородской земле несвойственные события отмечал и В. Татищев. Критически оценивают и свидетельство летописи о санях Ольги, будто бы хранившихся в Плескове (Пскове) после поездки Ольги в Новгородскую землю. С. Л. Кузьмин связывал с походом Ольги пожар в Старой Ладоге, охвативший ок. 950 года участок Земляного городища и часть Варяжской улицы и уничтоживший застройку VIII яруса.
Княгиня Ольга положила начало каменному градостроительству на Руси (первые каменные здания Киева — городской дворец и загородный терем Ольги), со вниманием относилась к благоустройству подвластных Киеву земель — новгородских, псковских, расположенных вдоль реки Десна и др.
Константин Багрянородный в сочинении «Об управлении империей» (глава 9), написанном в 949 году, упоминает, что «приходящие из внешней Росии в Константинополь моноксилы являются одни из Немогарда, в котором сидел Сфендослав, сын Ингора, архонта Росии». Из этого короткого сообщения следует, что к 949 году власть в Киеве держал Игорь, либо, что выглядит маловероятным, Ольга оставила сына представлять власть в северной части своей державы. Также возможно, что Константин имел сведения из ненадёжных или устаревших источников.

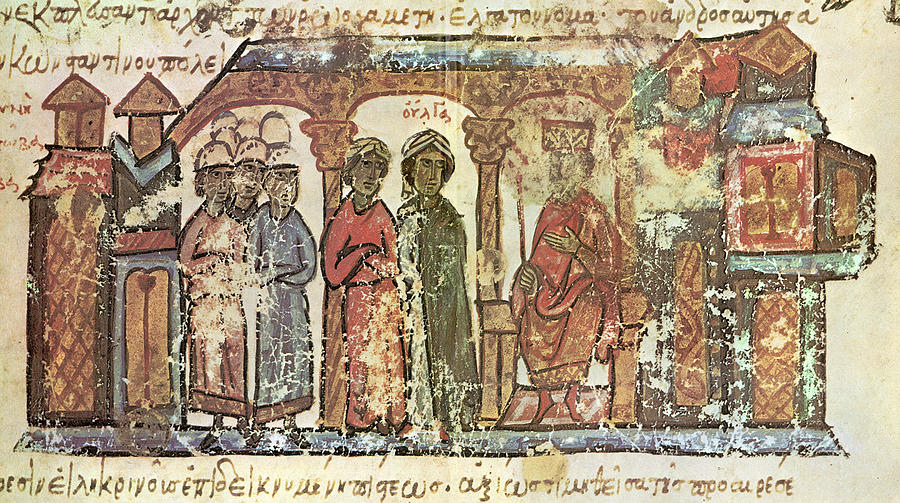
Приём императором Константином Багрянородным княгини Ольги и её приближённых. Хроника Ионна Скилица, середина XII века

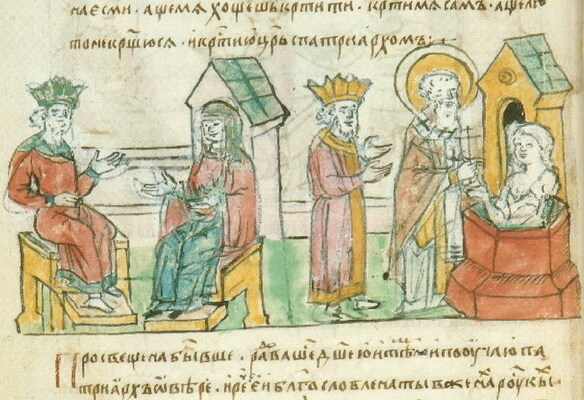
Крещение княгини Ольги в Царьграде. Миниатюра из Радзивилловской летописи, XV век

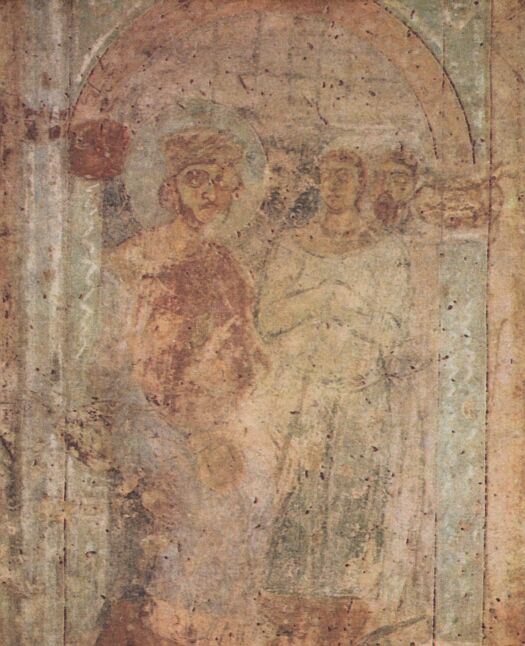
Константин VII Порфирогенет и княгиня Ольга в 955 году на константинопольском ипподроме. Фреска киевского Софийского собора. XI век.

Следующим деянием Ольги, отмеченным в ПВЛ, является её крещение в 955 году в Константинополе. По возвращении в Киев Ольга, принявшая в крещении имя Елена, пробовала приобщить Святослава к христианству, однако «он и не думал прислушаться к этому; но если кто собирался креститься, то не запрещал, а только насмехался над тем». Более того, Святослав гневался на мать за её уговоры, опасаясь потерять уважение дружины.
В 957 году Ольга с большим посольством нанесла официальный визит в Константинополь, известный по описанию придворных церемоний императором Константином Багрянородным в сочинении «О церемониях». Император именует Ольгу «Э́льгой, архонтиссой Росси́и» (греч. "Ελγας της άρχοντίσσης 'Ρωσίας)), имя Святослава упоминается без титула (в перечислении свиты указаны «люди Святослава»). Видимо, визит в Византию не принёс желаемых результатов, так как ПВЛ сообщает о холодном отношении Ольги к византийским послам в Киеве вскоре после визита. С другой стороны, Продолжатель Феофана в рассказе об отвоевании Крита у арабов при императоре Романе II (959—963) упомянул в составе византийского войска русов.
Точно неизвестно, когда именно Святослав начал править самостоятельно. ПВЛ сообщает о его первом военном походе в 964 году.
Западноевропейская хроника Продолжателя Регинона сообщает под 959 годом:

Пришли к королю (Оттону I Великому), как после оказалось лживым образом, послы Елены, королевы Ругов, которая при константинопольском императоре Романе крестилась в Константинополе, и просили посвятить для этого народа епископа и священников.
Оригинальный текст (лат.) Legati Helenae reginae Rugorum, quae sub Romano imperatore Constantinopolitano Constantinopoli baptizata est, ficte, ut post clariut, ad regem venientes episcopum et presbiretos eidem genti ordinari petebant.
— Reginonis abbatis prumiensis Chronicon, cum continuatione treverensi
Таким образом, в 959 году Ольга, в крещении — Елена, официально рассматривалась как правительница Руси. Материальным свидетельством пребывания миссии Адальберта в Киеве считают остатки ротонды X в., обнаруженные археологами в пределах так называемого «города Кия».
Убеждённому язычнику Святославу Игоревичу исполнилось 18 лет в 960 году, и миссия, посланная Оттоном I в Киев, потерпела неудачу, как о том сообщает Продолжатель Регинона:

962 год. В сем году возвратился назад Адальберт, поставленный в епископы Ругам, ибо не успел ни в чём том, за чем был послан, и видел свои старания напрасными; на обратном пути некоторые из его спутников были убиты, сам же он с великим трудом едва спасся.

Дата начала самостоятельного правления Святослава достаточно условна, русские летописи считают его преемником на престоле сразу же после убийства древлянами его отца Игоря.
Святослав находился всё время в военных походах на соседей Руси, передоверяя матери управление государством. Когда в 968 году печенеги впервые совершили набег на Русские земли, Ольга с детьми Святослава заперлась в Киеве. Вернувшийся из похода на Болгарию Святослав снял осаду, но не пожелал оставаться в Киеве надолго. Когда на следующий год он собирался уйти обратно в Переяславец, Ольга удержала его:

«Видишь — я больна; куда хочешь уйти от меня?» — ибо она уже разболелась. И сказала: «Когда похоронишь меня, — отправляйся куда захочешь». Через три дня Ольга умерла, и плакали по ней плачем великим сын её, и внуки её, и все люди, и понесли, и похоронили её на выбранном месте, Ольга же завещала не совершать по ней тризны, так как имела при себе священника — тот и похоронил блаженную Ольгу.

## Крещение Ольги и церковное почитание
Княгиня Ольга стала первым правителем Руси, принявшим крещение, хотя и дружина, и русский народ при ней оставались язычниками. В язычестве пребывал и сын Ольги, великий князь Киевский Святослав Игоревич.
Дата и обстоятельства крещения остаются неясными. Согласно Повести временных лет, это произошло в 955 году в Константинополе, Ольгу лично крестили император Константин VII Багрянородный с патриархом (Феофилактом): «И было наречено ей в крещении имя Елена, как и древней царице-матери императора Константина I». Повесть временных лет и житие украшают обстоятельства крещения историей, как мудрая Ольга перехитрила византийского царя. Тот, подивившись её разуму и красоте, захотел взять Ольгу в жёны, но княгиня отвергла притязания, заметив, что не подобает христианам за язычников свататься. Тогда-то и крестили её император с патриархом. Когда царь снова стал домогаться княгини, та указала на то, что она теперь приходится крёстной дочерью императору. Тогда тот богато одарил её и отпустил домой. Рассказ о визите Ольги в Константинополь к Константину Багрянородному (названному в Лаврентьевском списке Повести временных лет Иоаном Цимисхием), изложенный в Повести временных лет, является переложением библейской истории о визите царицы Савской к Соломону и наполнен богатым библейским символизмом, в результате чего подобное описание сложно считать аутентичным.
Из византийских источников известно только об одном визите Ольги в Константинополь. Константин Багрянородный описал его подробно в сочинении «О церемониях», не указав года события. Зато он указал даты официальных приёмов: среда 9 сентября (по случаю прибытия Ольги) и воскресенье 18 октября. Такое сочетание соответствует 946 и 957 годам. Обращает на себя внимание длительное пребывание Ольги в Константинополе. При описании приёма называются василевс (сам Константин Багрянородный) и Роман — багрянородный василевс. Известно, что Роман II Младший, сын Константина, стал формальным соправителем отца в 945. Упоминание на приёме детей Романа свидетельствует в пользу 957 года, который считается общепринятой датой визита Ольги и её крещения.
Однако Константин нигде не упомянул о крещении Ольги, как и о целях её визита. В свите княгини был назван некий священник Григорий, на основании чего некоторые историки (в частности, академик Борис Рыбаков) предполагают, что Ольга посетила Константинополь уже крещёной. В таком случае возникает вопрос, почему Константин именует княгиню её языческим именем, а не Еленой, как это делал Продолжатель Регинона. Другой, более поздний византийский источник (XI века) сообщает о крещении именно в 950-х годах:

И жена некогда отправившегося в плаванье против ромеев русского архонта, по имени Эльга, когда умер её муж, прибыла в Константинополь. Крещеная и открыто сделавшая выбор в пользу истинной веры, она, удостоившись великой чести по этому выбору, вернулась домой.

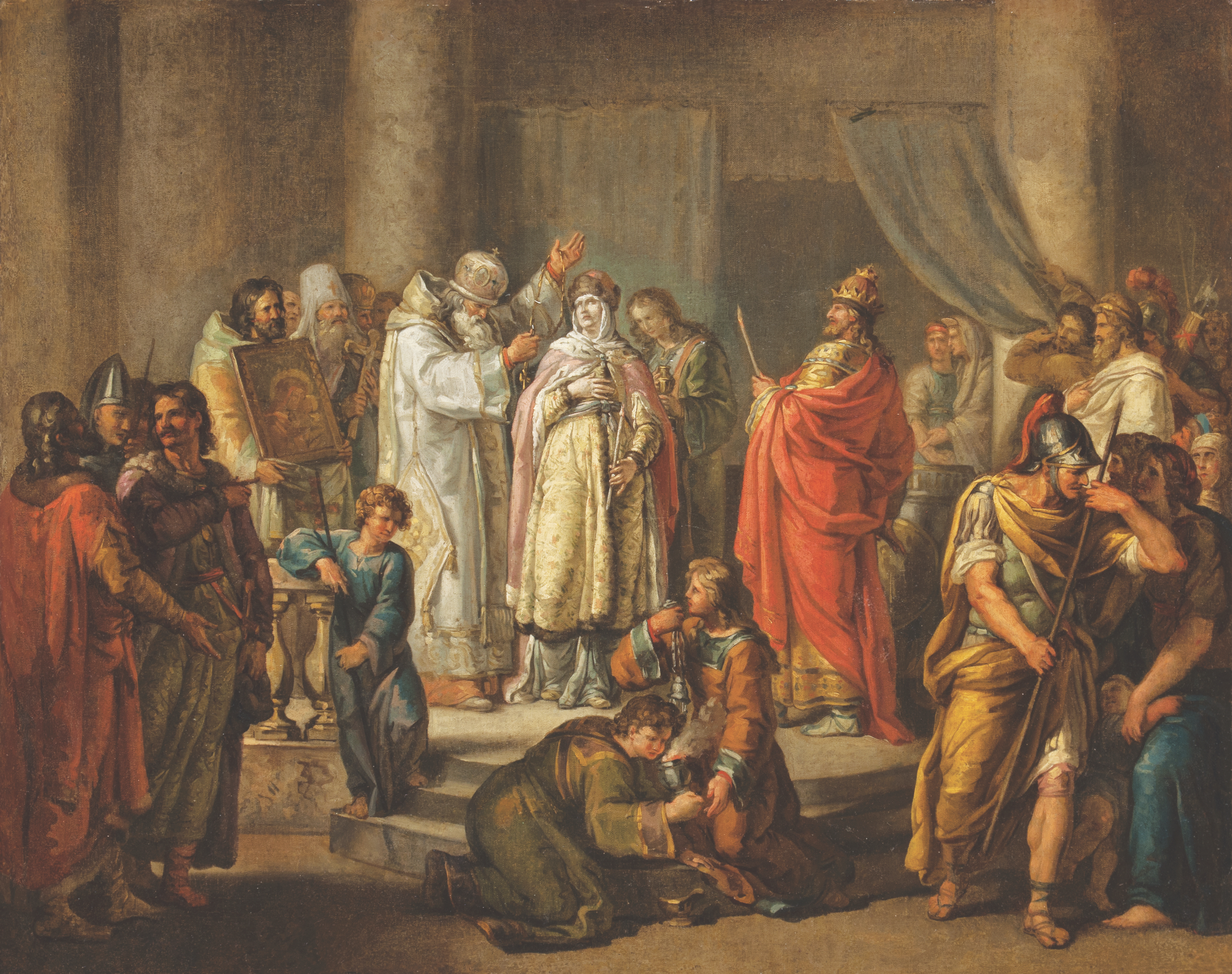
Иван Акимов. Крещение княгини Ольги

О крещении в Константинополе говорит и процитированный выше Продолжатель Регинона, причём упоминание имени императора Романа свидетельствует в пользу крещения именно в 957 году. Свидетельство Продолжателя Регинона может считаться достоверным, поскольку под этим именем, как полагают историки, писал епископ Адальберт Магдебургский, возглавивший неудачную миссию в Киев (961) и имевший сведения из первых рук.
Согласно большинству источников, княгиня Ольга приняла крещение в Константинополе осенью 957 года, и крестили её, вероятно, Роман II, сын и соправитель императора Константина VII, и патриарх Полиевкт. Решение о принятии веры Ольга приняла заранее, хотя летописная легенда представляет это решение как спонтанное. Ничего не известно о тех людях, кто распространял христианство на Руси. Возможно, это были болгарские славяне (Болгария приняла крещение в 865 году), так как в ранних древнерусских летописных текстах прослеживается влияние болгарской лексики.

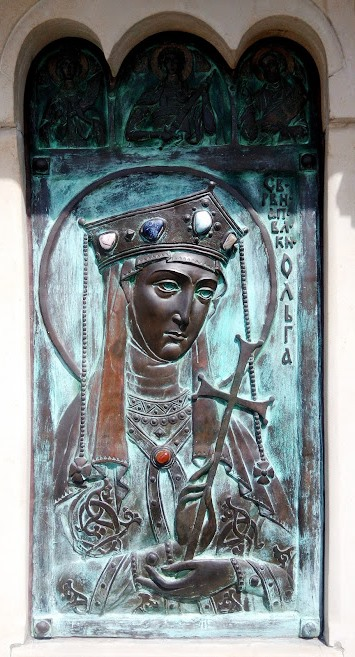
Образ святой Ольги на входе в Десятинный монастырь Рождества Пресвятой Богородицы в Киеве. Медь, чеканка

Византийский рассказ о приёме Ольги в Константинополе озаглавлен так же, как озаглавлена беседа патриарха Фотия о нашествии Руси, то есть посещение Ольгой Константинополя обозначено на греческом языке выражением, имеющим смысл нашествия или военного похода. Новгородский патриарх Антоний говорит, что в храме Святой Софии ему показывали «блюдо велико злато служебное Ольги Русской, когда она взяла дань ходивши на Царьград».
О проникновении христианства в Киевскую Русь свидетельствует упоминание соборной церкви Ильи пророка в Киеве в русско-византийском договоре (944).
Ольга была похоронена в земле (969) по христианскому обряду. Её внук князь Владимир I Святославич перенёс (1007) мощи святых, включая Ольгу, в основанную им церковь Святой Богородицы в Киеве. По житию и монаху Иакову тело блаженной княгини сохранилось от тлена. Её «свѣтѧщєѥсѧ ѩко солнцє» тело можно было наблюдать через окошко в каменном гробу, которое приоткрывалось для любого истинно верующего христианина, и многие находили там исцеление. Все же прочие видели только гроб. Предполагаемый саркофаг княгини Ольги был найден при раскопках Десятинной церкви в 1826 году и перенесен в Софийский собор.
Скорее всего, в княжение Ярополка (972—978) княгиня Ольга начала почитаться как святая. Об этом свидетельствует перенесение её мощей в церковь и описание чудес, данное монахом Иаковом в XI веке. Историк А. Ю. Карпов считает, что это событие произошло около 1000 года, и с этого времени день памяти святой Ольги (Елены) стал отмечаться 11 июля, по крайней мере, в самой Десятинной церкви. Однако официальная канонизация (общецерковное прославление) произошла, видимо, позднее — до середины XIII века. Её имя рано стало крестильным, в частности, у чехов.
В 1547 году Ольга причислена к лику святой равноапостольной. Такой чести удостоились ещё только пять святых женщин в христианской истории (Мария Магдалина, первомученица Фёкла, мученица Апфия, царица Елена Равноапостольная и просветительница Грузии Нина).
Память равноапостольной Ольги празднуется православными церквами русской традиции 11 июля по юлианскому календарю; католической и другими западными церквами — 24 июля по григорианскому.
Почитается как покровительница вдов и новообращённых христиан.

## Исторические источники об Ольге

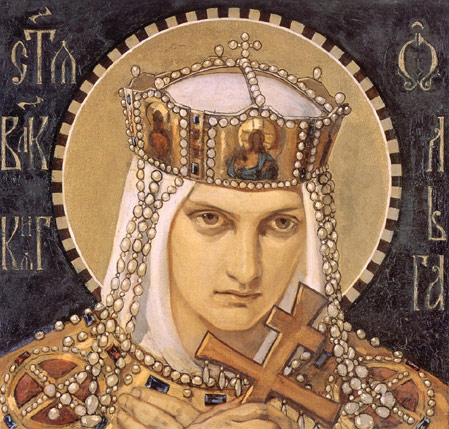
Н. А. Бруни. Святая великая княгиня Ольга.

Основные сведения о жизни Ольги, признанные достоверными, содержатся в «Повести временных лет», Житии из Степенной книги, агиографической работе монаха Иакова «Память и похвала князю Владимиру» и сочинении Константина Багрянородного «О церемониях византийского двора». Другие источники сообщают дополнительные сведения об Ольге, но их достоверность не может быть точно определена. По утверждению И. Н. Данилевского, некоторые фрагменты жизнеописания Ольги из Повести временных лет являются прямыми переложениями библейских сюжетов и, следовательно, сомнительны с фактологической точки зрения.
Согласно Иоакимовской летописи, первоначальное имя Ольги — Прекраса. Иоакимовская летопись сообщает о казни Святославом за христианские убеждения своего единственного брата Глеба во время русско-византийской войны 968—971 годов. Глеб мог быть сыном князя Игоря как от Ольги, так и от другой жены, поскольку та же летопись сообщает о наличии у Игоря других жён. Православная вера Глеба свидетельствует в пользу того, что он был младшим сыном Ольги.
Средневековый чешский историк Томаш Пешина в сочинении на латинском «Mars Moravicus» (1677) рассказал о некоем русском князе Олеге, ставшем (940) последним королём Моравии и изгнанным оттуда венграми в 949 году. Согласно Томашу Пешине, этот Олег Моравский был братом Ольги.
О существовании кровного родственника Ольги, назвав его анепсием, упомянул Константин Багрянородный в перечислении её свиты во время визита в 957 году в Константинополь. Анепсий означал чаще всего племянника, но также и двоюродного брата.

## Память о святой княгине Ольге
- В Пскове есть Ольгинская набережная, Ольгинский мост, Ольгинская часовня, а также два памятника княгине.
- В Москве в 2018 году возведён православный храм в честь княгини Ольги, на прихрамовой территории установлен памятник княгине Ольге и её внуку князю Владимиру (архитектор — Н. Опиок).
- Со времён Ольги и до 1944 года на реке Нарве существовали погост и деревня Ольгин Крест.
- В Киеве, Пскове, Владимире, Москве и в городе Коростень поставлены памятники княгине Ольге. Фигура княгини Ольги присутствует на памятнике «Тысячелетие России» в Великом Новгороде.
- В честь княгини Ольги назван залив Ольги Японского моря.
- В честь княгини Ольги назван посёлок городского типа Ольга Приморского края.
- Ольгинская улица в Киеве.
- Улица Княгини Ольги во Львове.
- В Витебске в центре города при Свято-Духовом женском монастыре находится Свято-Ольгинская церковь.
- В Соборе Святого Петра в Ватикане, справа от алтаря в северном (русском) трансепте, помещено портретное изображение княгини Ольги[53].
- Свято-Ольгинский собор в Киеве.
- Ольгинский храм в городе Коростень[значимость факта?].
- Ордена:
  - Знак отличия Святой Равноапостольной Княгини Ольги — учреждён императором Николаем II в 1915 году.
  - «Орден княгини Ольги» — государственная награда Украины с 1997 года.
  - Орден святой равноапостольной княгини Ольги (РПЦ) — награда Русской Православной Церкви.

## Галерея

Памятник княгине Ольге и Владимиру в Пскове, автор Вячеслав Клыков
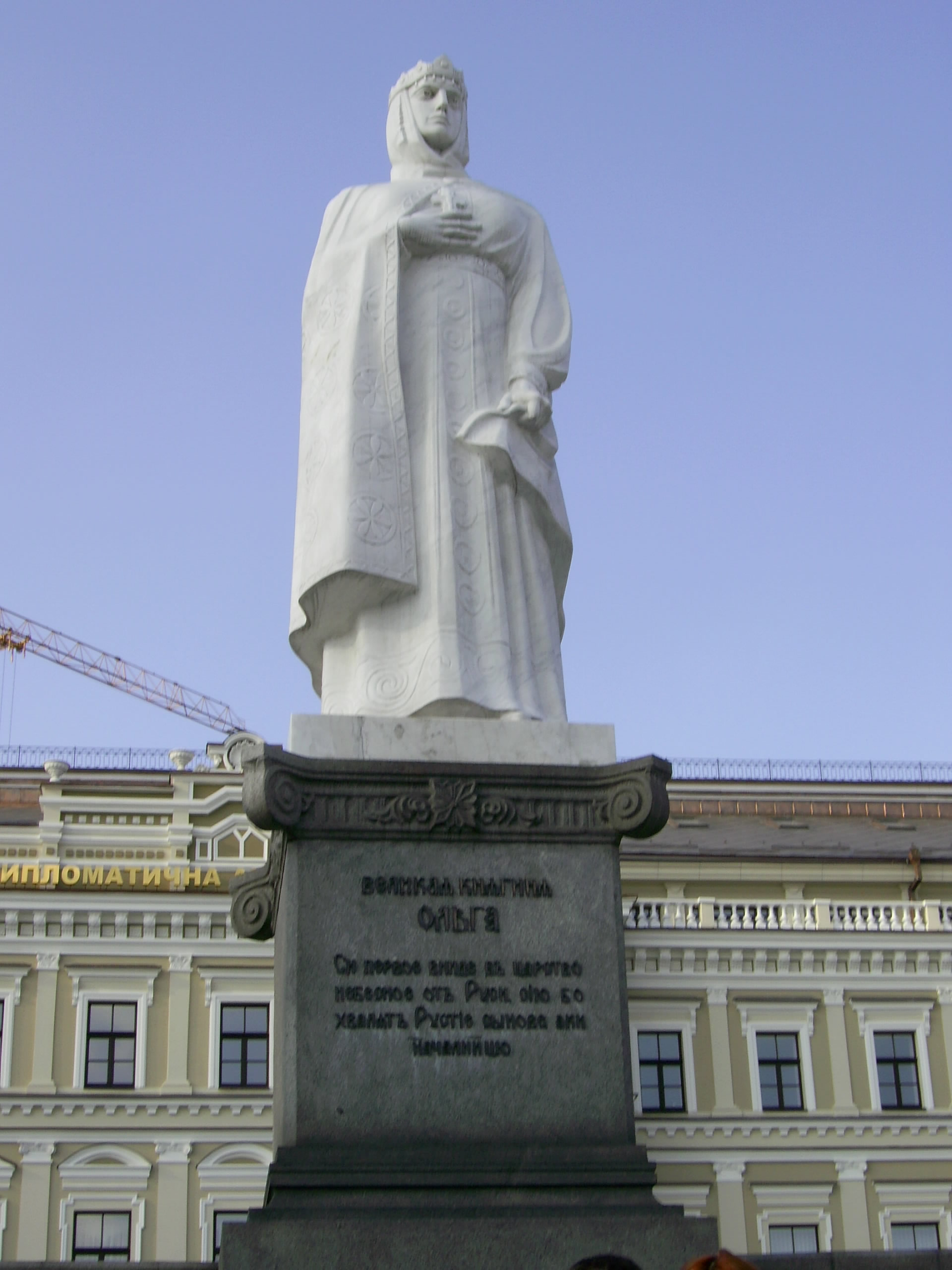
Памятник княгине Ольге в Киеве
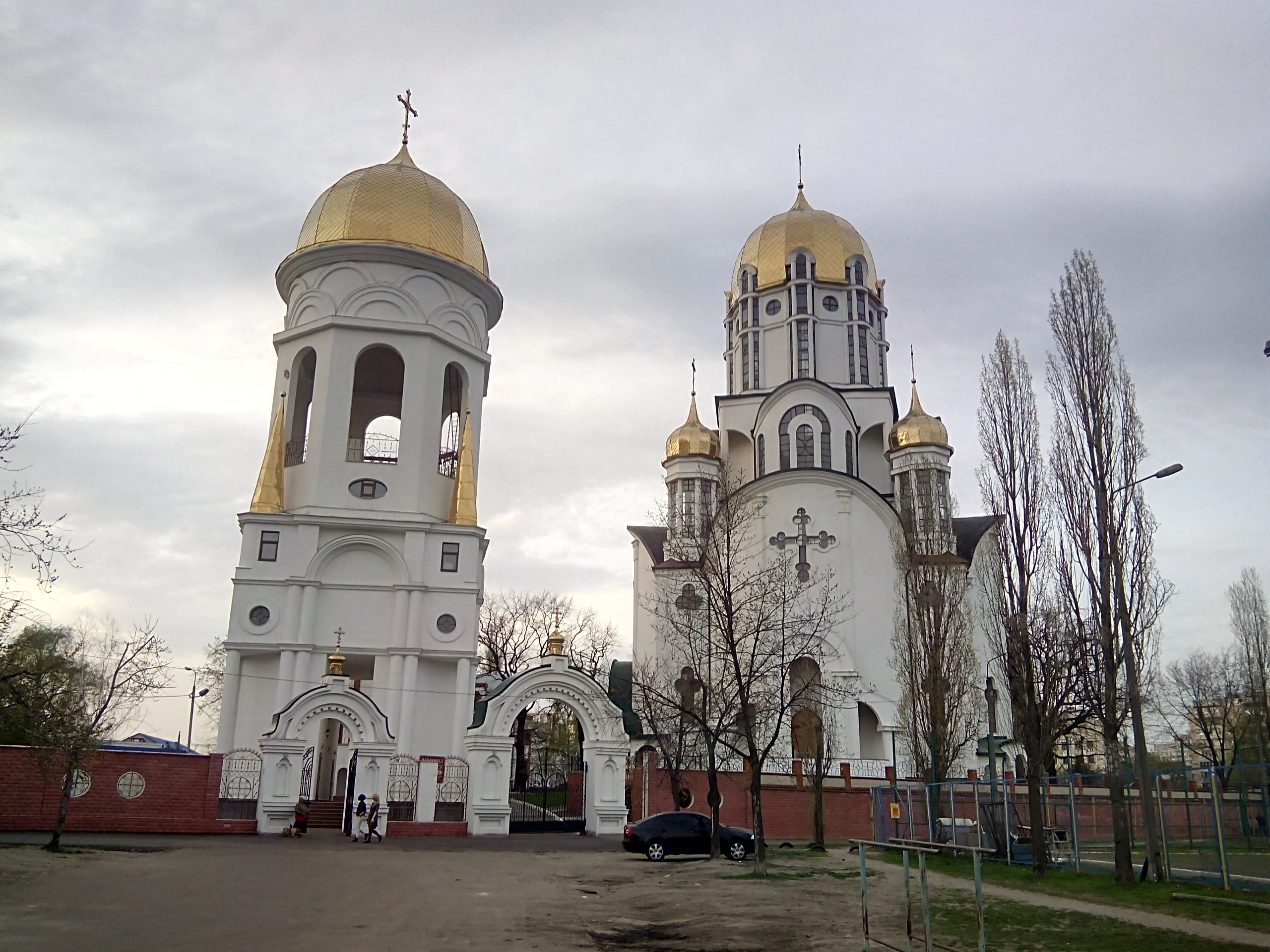
Свято-Ольгинский собор в Киеве
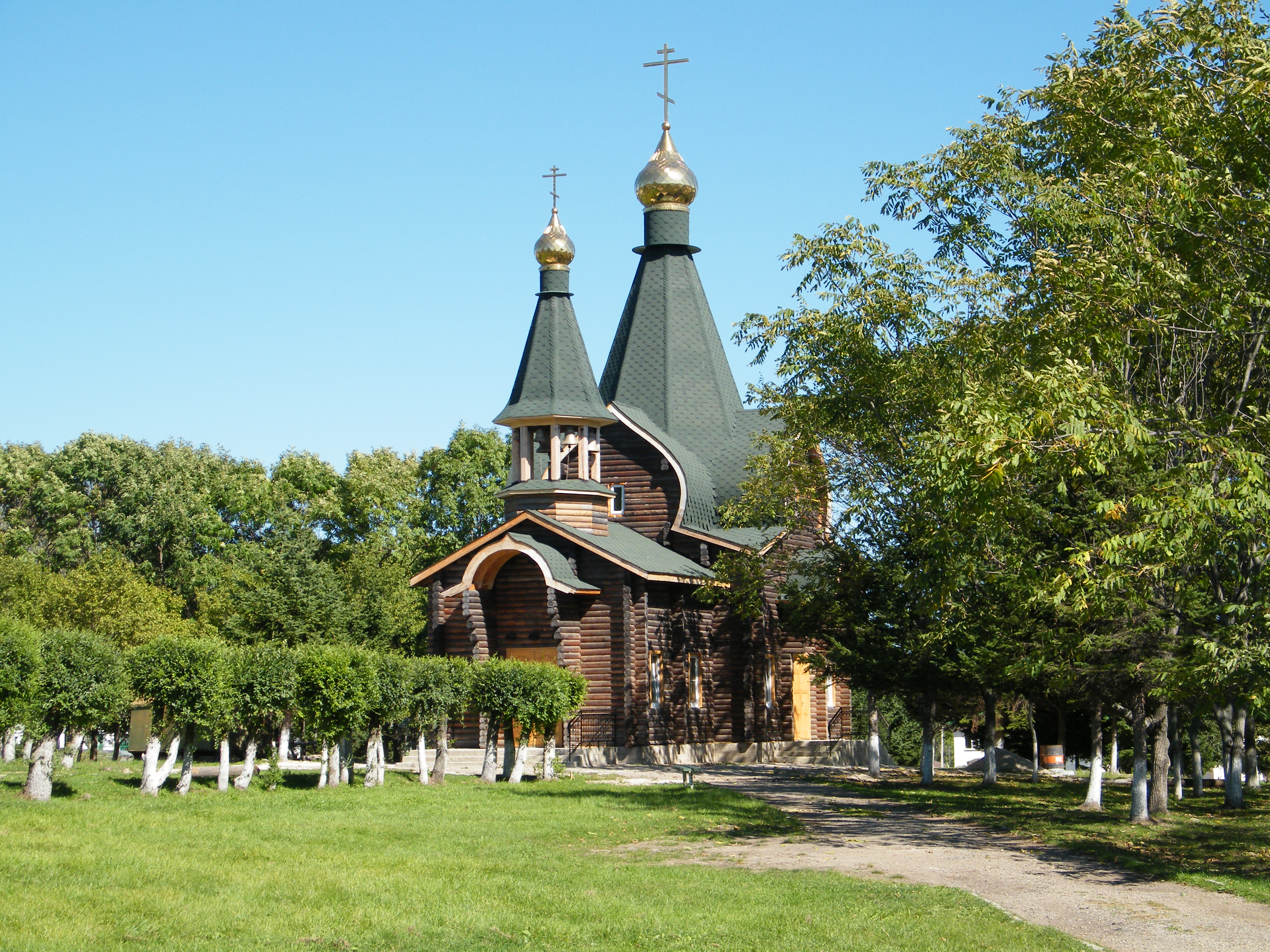
Храм Святой Ольги в Приморье
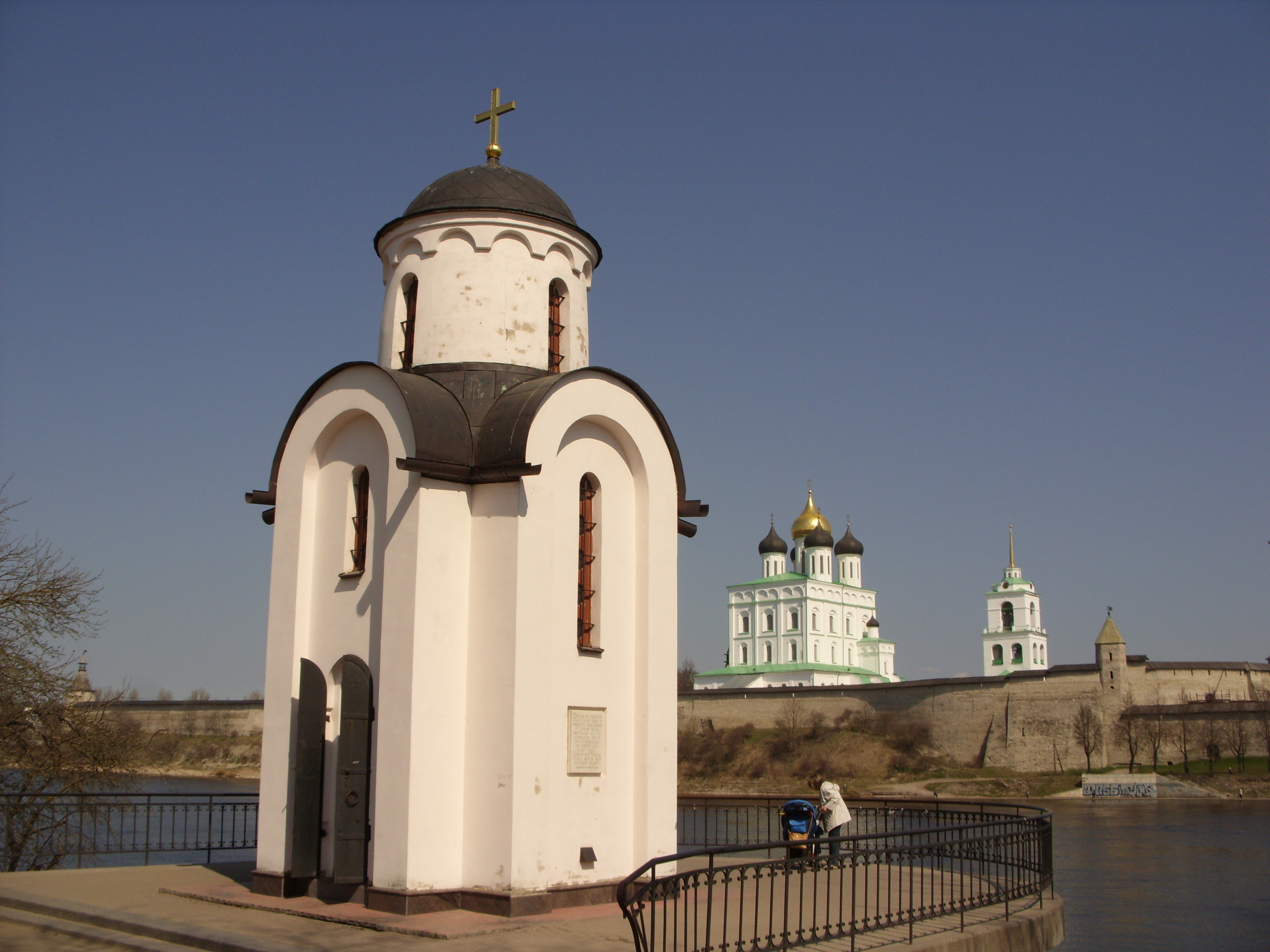
Ольгинская часовня в Пскове
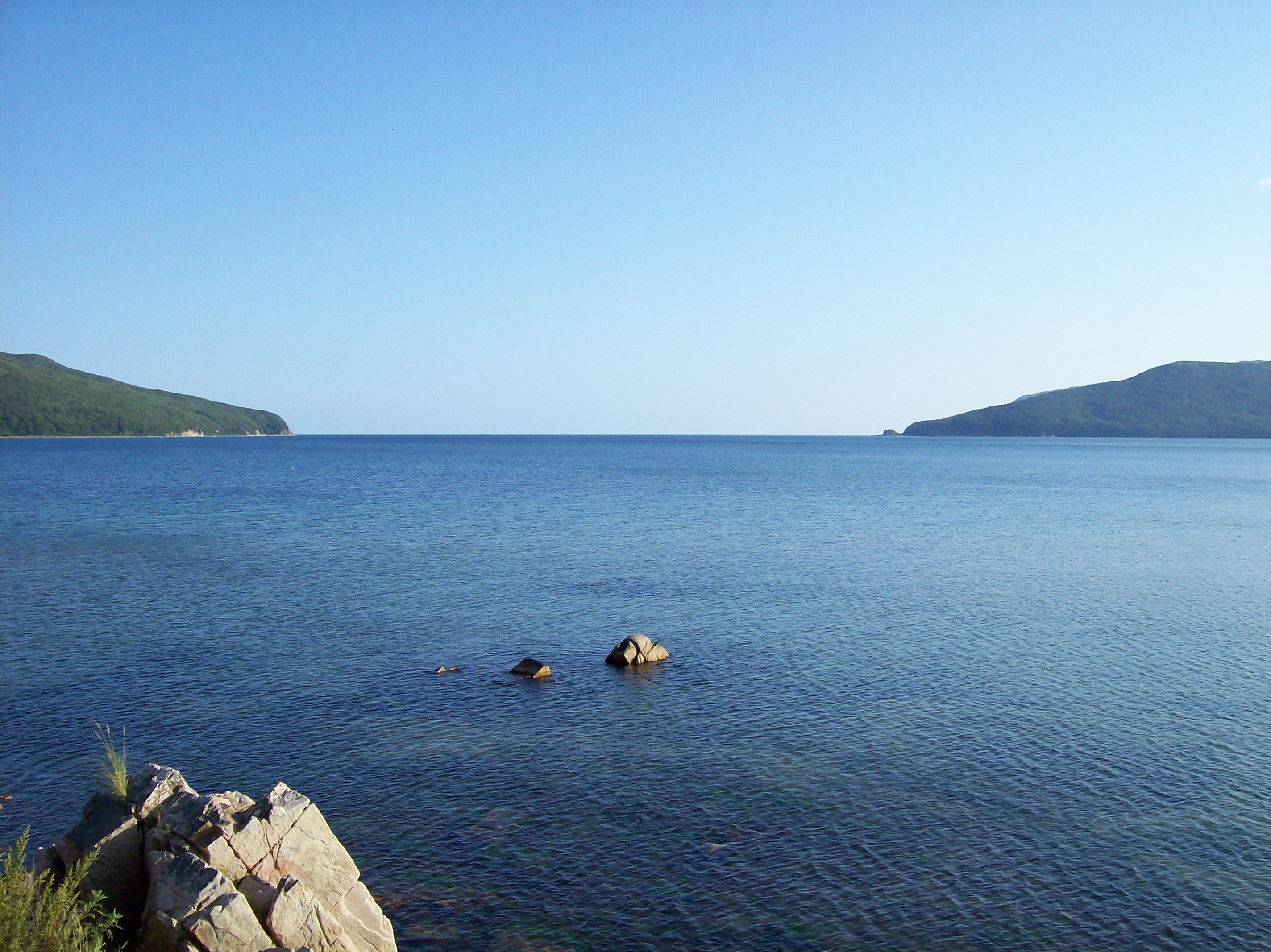
Залив Ольги
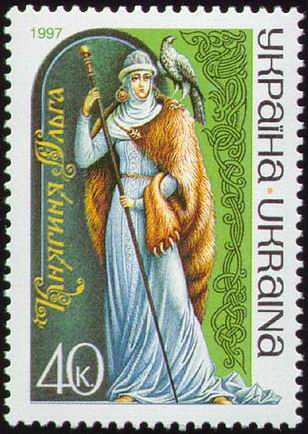
На почтовой марке Украины, 1997 год
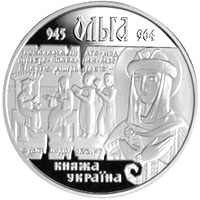
Княгиня Ольга на украинской памятной монете

## В художественной литературе
- Яков Княжнин. Трагедия «Ольга».
- Одна из «Дум» Кондратия Рылеева «Ольга при могиле Игоря»
- Антонов А. И. Княгиня Ольга : [Роман]. — М. : ТЕРРА — Кн. клуб, 1999. — 350 с. — (Избранницы судьбы). — ISBN 5-300-02683-2. (переизд. 2006, 2007, 2011)
- Борис Васильев. Ольга, королева русов. — М.: Вагриус, 2002. — 304 с. — ISBN 5-264-00790-X.
- Виктор Грецков. «Княгиня Ольга — болгарская принцесса».
- Михаил Казовский. «Дочка императрицы».
- Светлана Кайдаш-Лакшина. (роман). «Княгиня Ольга».
- Алексеев С. Т. Аз Бога ведаю! : Роман. — М.: ОЛМА-Пресс, 2000. — 557 с. — 5000 экз. — ISBN 5-224-01371-2. — ISBN 5-224-01367-4. (переизд. 2003, 2004, 2007, 2008, 2010)
- Николай Гумилёв. «Ольга» (стихотворение).
- Симона Вилар. «Светорада» (трилогия).
- Симона Вилар. «Ведьма» (4 книги).
- Елизавета Дворецкая «Ольга, лесная княгиня», «Ольга, княгиня русской дружины» (ЭКСМО, 2015 г.)
- Олег Панус «Щиты на вратах» (Спутник, М. 2013 г.) ISBN 978-5-9973-2744-6
- Олег Панус «Властью единые» (Спутник, М. 2016 г.) ISBN 978-5-9973-3679-0
- Миладин Апостолов «Великата княгиня Елена-Олга» (Български писател, София, 2009) ISBN 9789544437800

## Кинематограф
- Легенда о княгине Ольге (1983; СССР) режиссёр Юрий Ильенко, в роли Ольги Людмила Ефименко.
- Сага древних булгар. Сказание Ольги Святой (2005; Россия) режиссёр Булат Мансуров, в роли Ольги Элина Быстрицкая.
- «Сага древних булгар. Лествица Владимира Красное Солнышко» (2005,Россия). В роли Ольги Элина Быстрицкая, Ольга в молодости — Татьяна Борисова.
- «Княгиня Ольга» (2015). Фильм студии Nonstop MEDIA.
- «Крещение Руси» (2018; Россия) — докудрама, режиссёр Максим Беспалый. В роли Ольги — Екатерина Финевич.
- «Рюриковичи. История первой династии»(2019; Россия) — докудрама, режиссёр Максим Беспалый. В роли Ольги (в старости) — Валентина Нейморовец, Ольга (в молодости) — Светлана Бакулина.

## В мультфильмах
- Страницы Российской истории. Земля предков (1994; Россия) режиссёр Александр Гурьев, Ольгу озвучивает Наталья Ченчик.
- Князь Владимир (2006; Россия) режиссёр Юрий Кулаков, Ольгу озвучивает Анна Каменкова.

## Балет
- «Ольга», музыка Евгения Станковича, 1981 год. Шёл в Киевском театре оперы и балета с 1981 по 1988 год, а в 2010 году поставлен в Днепропетровском академическом театре оперы и балета[54].

## Первоисточники
- «Повесть временных лет» (XII век) в переводе Д. С. Лихачёва: Часть I. Архивная копия от 14 октября 2007 на Wayback Machine.
- Зарубежные источники по истории Руси как предмет исследования. Архивная копия от 4 марта 2016 на Wayback Machine.
- Константин Багрянородный. «О церемониях византийского двора», кн. 2, гл. 15 Архивировано 12 февраля 2012 года.
- Житіе святыя великія княгини Ольги. Архивная копия от 20 марта 2008 на Wayback Machine.